# Isla Hearst
La Isla Hearst es una isla en forma de cúpula, cubierta por hielos, ubicada a unos 6 kilómetros al este del cabo Rymill, en el mar de Weddell. Se halla en la costa oriental de la Tierra de Palmer en la Antártida. 
La isla tiene unos 58 kilómetros (36 millas) de largo, en la dirección norte - sur, y 11 kilómetros (7 millas) de ancho, se eleva a 365 metros, o 1200 pies.
La isla Hearst fue primero sobrevolada el 20 de diciembre de 1928 por sir George Hubert Wilkins. En aquel momento se pensaba que era parte del continente Antártico, por lo que lo bautizó como Tierra de Hearst, en horno a William Randolph Hearst, quién ayudó a financiar la expedición.
La isla Hearst fue visitada de nuevo y su forma descubierta en 1940 por los miembros de la USAS, que exploraron esta costa por tierra y por aire. Ellos la llamaron isla Wilkins. El examen de las fotografías aéreas ha demostrado, sin embargo, que esta gran isla es la que Wilkins consideró la Tierra de Hearst.
El 20 de abril de 1965 la Fuerza Aérea Argentina estableció en la isla la Estación de Apoyo de N.° 1.

## Reclamaciones territoriales
Argentina incluye a la isla en el departamento Antártida Argentina dentro de la provincia de Tierra del Fuego, Antártida e Islas del Atlántico Sur; para Chile forma parte de la comuna Antártica de la provincia Antártica Chilena dentro de la Región de Magallanes y de la Antártica Chilena; y para el Reino Unido integra el Territorio Antártico Británico. Las tres reclamaciones están sujetas a las disposiciones del Tratado Antártico.
Nomenclatura de los países reclamantes: 
- Argentina: isla Hearst
- Chile: isla Hearst
- Reino Unido: Hearst Island